# مايك فرانك
مايك فرانك (بالإنجليزية: Mike Frank)‏ هو لاعب كرة قاعدة أمريكي، ولد في 14 يناير 1974 في بومونا في الولايات المتحدة.

## وصلات خارجية
- مايك فرانك على موقعبيزبول رفرنس.كوم (الدوري الرئيسي) (الإنجليزية)
- مايك فرانك على موقعبيزبول رفرنس.كوم (الدوري الثانوي) (الإنجليزية)